# Château de Moulinvieux
Le château de Moulinvieux est un château construit à partir du XVIIe siècle sur la commune d'Asnières-sur-Vègre dans le département de la Sarthe. Il est en partie inscrit au titre des monuments historiques.

## Architecture
La partie centrale du logis a été construite au XVIIe siècle. Le logis a été remanié au XVIIIe siècle avec les extensions latérales, la décoration intérieure (menuiserie, peinture, sculpture), la chapelle Notre-Dame et le jardin paysager. Un corps en retour d'équerre a été ajouté vers la fin du XVIIIe siècle.

## Protections
Le château, les communs ainsi que l'ancienne fuie et parc de Moulinvieux font l'objet d'une inscription aux monuments historiques depuis le 14 décembre 1989.